# Takahashi Mushimaro
Takahashi Mushimaro (高橋虫麻呂　[たかはしのむしまろ],, fl. ca 730) est un poète japonais du début du VIIe siècle. 
Contemporain de Yamabe no Akahito, Okura et Ōtomo no Tabito, il est réputé pour ses poèmes sur les voyages et une collection de mythes locaux et de légendes. On sait peu de chose de sa vie si ce n'est qu'il est officiel de rang inférieur servant à Nara et dans quelques provinces du nord-est. 
Sa poésie est bien représentée dans le Man'yōshū : 321, 971, 972, 1497, 1738—1760, 1780, 1781, 1807—1811. Il y est indiqué que la plupart de ces poèmes sont tirés de la collection de Takahashi no Mushimaro. 

## Source de la traduction
- (en) Cet article est partiellement ou en totalité issu de l’article de Wikipédia en anglais intitulé « Takahashi Mushimaro » (voir la liste des auteurs).